# Lê Thị Ban
Lê Thị Ban, tên thật là Lê Thị An, 14 tháng 7 năm 1920 – 27 tháng 9 năm 2010, từng là Đảng viên Đảng Cộng sản Việt Nam trên 70 năm và Bí thư Tỉnh ủy Hà Đông. Bà là phu nhân của thiếu tướng Nguyễn Trọng Vĩnh.

## Tiểu sử
Bà sinh ngày 14 tháng 7 năm 1920, quê quán xã Cầu Nôm, huyện Tiên Du, tỉnh Bắc Ninh, gia nhập Đảng Cộng sản Việt Nam từ năm 1937 và đã từng kinh qua những chức vụ: 
- Bí thư Tỉnh ủy Đảng CSVN tại Hà Đông (sau thuộc Hà Tây).
- Ủy viên Thường vụ Thành ủy Hải Phòng.
- Bí thư Đảng đoàn Phụ nữ Hải Phòng.
- Tỉnh ủy viên Tỉnh ủy Thái Bình.
- Bí thư Phụ nữ Cứu quốc tỉnh Thái Bình.
- Ủy viên Ban Phụ vận Trung ương.
- Bí thư Phụ nữ Liên khu 3.
- Kiểm sát viên cao cấp, Phó Vụ trưởng Viện kiểm sát nhân dân tối cao

Bà qua đời ngày 27 tháng 9 năm 2010 tại Hà Nội và được an táng tại Nghĩa trang Mai Dịch.

## Khen thưởng
- Huân chương Kháng chiến hạng nhì.
- Huân chương Kháng chiến chống Mỹ cứu nước hạng nhất.
- Huân chương Độc lập hạng nhất, nhì.
- Huy hiệu 70 năm tuổi đảng